# Municipio Aguascalientes
Koordinaten: 21° 50′ N, 102° 15′ W
Aguascalientes ist der Name des südlichsten der elf Municipios des gleichnamigen mexikanischen Bundesstaats Aguascalientes. Verwaltungssitz und größte Stadt des Municipios ist die gleichnamige Stadt Aguascalientes, die zudem Hauptstadt des Bundesstaates ist. Das Municipio hat 797.010 Einwohner und bedeckt eine Fläche von 1181,24 km² und ist damit sowohl das flächengrößte als auch mit deutlichem Abstand das einwohnerreichste des Bundesstaates.

## Geographie
Das Municipio Aguascalientes liegt im Süden des Bundesstaats Aguascalientes auf einer Höhe zwischen 1400 m und 2500 m. Es zählt zu etwa zwei Dritteln zur physiographischen Provinz der Mesa del Centro, ca. 20 % zählen zur Sierra Volcánica Transversal, etwa 14 % zur Sierra Madre Occidental. Das Municipio entwässert zur Gänze über den Río Lerma in den Pazifik. Die Geologie des Municipios wird von Sedimentgestein (58 %) dominiert bei 19 % Alluvionen und 13 % Extrusivgestein. Bodentyp von 64,5 % des Municipios ist Phaeozem. Knapp die Hälfte der Gemeindefläche wird ackerbaulich genutzt, gut 30 % sind Weideland.
Das Municipio Aguascalientes grenzt an die Municipios Calvillo, Jesús María, San Francisco de los Romo, Asientos und El Llano sowie im Süden an den Bundesstaat Jalisco.

## Bevölkerung
Beim Zensus 2010 wurden im Municipio 797.010 Menschen in 201.071 Wohneinheiten gezählt. Davon wurden 1.790 Personen als Sprecher einer indigenen Sprache registriert, darunter 308 Sprecher des Nahuatl und 108 Sprecher des Mazahua. Etwas über 2,5 % der Bevölkerung waren Analphabeten. 336.974 Einwohner wurden als Erwerbspersonen registriert, wovon ca. 62 % Männer bzw. 6,2 % arbeitslos waren. Gut zwei Prozent der Bevölkerung lebten in extremer Armut.

## Orte
Das Municipio Aguascalientes umfasst 589 bewohnte localidades, von denen der Hauptort sowie Pocitos, Villa Licenciado Jesús Terán, Norias de Ojocaliente,  Norias del Paso Hondo und General José María Morelos y Pavón vom INEGI als urban klassifiziert sind. 22 Orte wiesen beim Zensus 2010 eine Einwohnerzahl von über 1000 auf:
| Ort                                               | Einwohner |
| Aguascalientes                                    | 722.250   |
| Pocitos                                           | 005.169   |
| Villa Licenciado Jesús Terán (Calvillito)         | 004.481   |
| Norias de Ojocaliente                             | 003.741   |
| Norias del Paso Hondo                             | 002.539   |
| General José María Morelos y Pavón (Cañada Honda) | 002.500   |
| Cartagena (Fraccionamiento)                       | 002.496   |
| Jaltomate                                         | 002.299   |
| San Antonio de Peñuelas                           | 002.147   |
| San Sebastián (Fraccionamiento)                   | 001.862   |
| Peñuelas (El Cienegal)                            | 001.670   |
| El Refugio de Peñuelas                            | 001.624   |
| Montoro (Mesa del Salto)                          | 001.574   |
| La Loma de los Negritos                           | 001.519   |
| El Salto de los Salado                            | 001.436   |
| Arellano                                          | 001.382   |
| San Ignacio                                       | 001.360   |
| Cumbres III                                       | 001.337   |
| Cotorina (Coyotes)                                | 001.298   |
| Lomas del Sur (Fraccionamiento)                   | 001.207   |
| Los Caños                                         | 001.150   |
| Centro de Arriba (El Taray)                       | 001.064   |